# Mijaíl Deviatiárov
Mijaíl Taglátovich Deviatiárov –en ruso, Михаил Талгатович Девятьяров– (Chusovói, URSS, 25 de febrero de 1959) es un deportista soviético que compitió en esquí de fondo. 
Participó en los Juegos Olímpicos de Calgary 1988, obteniendo dos medallas, oro en la prueba de 15 km y plata en el relevo (junto con Vladimir Smirnov, Vladimir Sajnov y Alexei Prokurorov). Ganó dos medallas en el Campeonato Mundial de Esquí Nórdico de 1987.

## Palmarés internacional
| Juegos Olímpicos   | Juegos Olímpicos | Juegos Olímpicos  | Juegos Olímpicos |
| Año                | Lugar            | Medalla           | Prueba           |
| ------------------ | ---------------- | ----------------- | ---------------- |
| 1988               | Calgary (Canadá) | Medalla de oro    | 15 km            |
| 1988               | Calgary (Canadá) | Medalla de plata  | Relevo 4 × 10 km |
| Campeonato Mundial |                  |                   |                  |
| Año                | Lugar            | Medalla           | Prueba           |
| 1987               | Oberstdorf (RFA) | Medalla de plata  | Relevo 4 × 10 km |
| 1987               | Oberstdorf (RFA) | Medalla de bronce | 15 km            |